# Fakulteta ekonomije in turizma v Pulju
Fakulteta ekonomije in turizma (izvirno hrvaško Fakultet ekonomije i turizma dr. Mijo Mirković u Rijeci), s sedežem na Reki, je fakulteta, ki je članica Univerze na Reki.